# ۱۵۹۵ (میلادی)
۱۵۹۵ (میلادی) هزار و پانصد و نود و پنجمین سال تقویم میلادی است.

## زادگان
- ۴ دسامبر – ژان شاپلن، شاعر فرانسوی (د. ۱۶۷۴)
- ۶ ژانویه – کلود فاور دو ووژلا، نویسنده فرانسوی (د. ۱۶۵۰)

## درگذشتگان
- ۲۴ اوت – توماس دیگز، ستاره‌شناس بریتانیایی (ز. ۱۵۴۶)
- ۲۱ فوریه – رابرت ساوتول، نویسنده و شاعر بریتانیایی (ز. ۱۵۶۱)